# Theodor Dirks
Theodor Dirks (* 9. Mai 1816 in Golzwarden; † 15. August 1902 in Oldenburg) war ein deutscher Lehrer sowie Schriftsteller und Mundartdichter.

## Leben

### Berufliche Tätigkeit
Theodor Dirks war der Sohn des Gastwirts Lehnert Dirks sowie dessen Ehefrau Dorothea Elisabeth geborene Bödeker. Er besuchte von 1831 bis 1833 das Lehrerseminar in Oldenburg und musste nach Abschluss seiner Ausbildung – wie andere Seminaristen auch – längere Zeit auf eine feste Anstellung im Schuldienst warten. In der Zeit war er zunächst als Hauslehrer tätig und wurde dann Hilfslehrer in Neuende und in Delmenhorst. 1842 wurde er in den Schuldienst eingestellt und unterrichtete von 1842 bis 1859 an der Schule in Norderschwei. Bis 1873 war er Hauptlehrer und Organist in Burhave und zuletzt seit 1873 bis zu seinem Eintritt in Ruhestand 1885 ebenfalls als Hauptlehrer sowie Organist in Apen eingesetzt.

### Tätigkeit als Schriftsteller
Aus schriftstellerischem Ehrgeiz und um sein Lehrergehalt aufzubessern, versuchte Dirks neben seiner beruflichen Tätigkeit seine erzählerische Begabung zu vermarkten. Seine hochdeutsch geschriebenen Gedichte und Erzählungen brachten ihm jedoch weder Anerkennung noch die erhofften Nebeneinnahmen. Unter dem Einfluss von Klaus Groth wandte er sich in den 1860er Jahren der plattdeutschen Mundartdichtung zu und gewann den Verlag Mettcker in Jever für den Plan, einen fast vollständig plattdeutsch geschriebenen Hauskalender herauszubringen. Die erste Ausgabe erschien 1866 unter dem Titel De plattdütsche Klenner und enthielt neben den üblichen Kalenderinhalten zahlreiche Erzählungen, Gedichte, Anekdoten und Rätsel, die fast ausschließlich von Dirks stammten. Da er befürchtete, der schriftstellerische Nebenerwerb könnte ihm bei der Schulbehörde schaden, veröffentlichte er seine Beiträge unter Pseudonym. Der Hauskalender wurde zunächst gut aufgenommen, doch ging die Nachfrage nach der Reichsgründung stark zurück, dass der Klenner schon 1871 mit seinem 6. Jahrgang eingestellt wurde. 1872 gab Dirks in Oldenburg den Norddeutschen Heimatfreund heraus, von dem aber lediglich ein Jahrgang erschien. Er veröffentlichte danach nur noch kleinere Zeitschriftenbeiträge, vor allem im „Volksboten“, und konzentrierte sich in den folgenden Jahren auf seine Unterrichtstätigkeit. Nach seiner Pensionierung gab er 1901 noch eine Auswahl seiner Erzählungen unter seinem eigenen Namen heraus. Er starb im Sommer 1902 86-jährig in Oldenburg.

### Bewertung
Dirks war neben Franz Poppe und Wilhelm Rahden (1818–1876) der erste oldenburgische Schriftsteller, der mit einem umfangreicheren plattdeutschen Werk hervortrat. Seine Stärke lag in der genauen und plastischen Schilderung des ländlichen Milieus und der dort lebenden Menschen. In der auf wenige Grundsituationen beschränkten Form der Erzählung konnte er seine Fähigkeiten voll zur Geltung bringen, während er mit dem Entwurf längerer Handlungsverläufe nicht zurechtkam. Nach Angaben Georg Ruselers verfasste Dirks später noch ein Drama Das indische Orakel, eine umfangreiche und weitschweifige Version des Reineke Fuchs und arbeitete an einem größeren, nicht näher gekennzeichneten Werk. Allerdings soll Dirks vor seinem Tod sämtliche Manuskripte vernichtet haben.

## Familie
Theodor Dirks war mit Henriette Dirks, geborene Oxen, Tochter des Gutsverwalters Bernhard Oxen und der Gesine Diederike Elisabeth Oxen, geborene Frerichs, verheiratet. Zu seinen Nachfahren gehört der 1902 geborene Musikpädagoge und Hochschule Ernst-Günther Pook.

## Weitere Publikationen
- Die Geschichte der Deutschen in hundert Versen für die Jugend deutscher Schulen und Häuser. Oldenburg 1847.
- De plattdütsche Klenner. Jahrgang 1–6. Jever 1866–1871.
- Der Norddeutsche Heimatfreund. 1. Jahrgang (danach nicht mehr erschienen). Oldenburg 1872.
- Mitteilungen aus dem „Plattdütschen Klenner“ nebst einer Zugabe in der gleichen Mundart. Jever 1901.
- Van Jadestrand un Weserkant: Erzählungen und Gedichte. (Einleitung: Georg Ruseler) In: Quickborn-Bücher, Band 4. A. Jansen. Hamburg 1913.
- De Muller to Äwelgunn un anners wat. Hrsg. von Georg Ruseler. Hamburg. 1913. 2. Auflage: Quickborn-Verlag. Hamburg 1922.
- De wullaken Heidsnuck: Erzählung. Scharf. Oldenburg 1956.
- De Wulf: un anners wat för Schoolkinner. Scharf. Oldenburg 1960.
- De herrschaftliche Kapell. Hrsg. von Jürgen Beutin. Oldenburg 1982.